# Kitaotao
Kitaotao est une municipalité des Philippines située dans le sud de la province de Bukidnon, sur l'île de Mindanao.

## Histoire
Kitaotao faisait jadis partie de la municipalité de Maramag. Elle a ensuite fait partie de celle de Kibawe à sa création en 1956. En 1961, le président Carlos P. Garcia a émis un décret (ordre exécutif N° 444) pour la création d'une municipalité autonome, mais celle-ci ne s'est réalisée que sous Ferdinand Marcos le 16 juin 1966. Les premières élections municipales y ont eu lieu en novembre 1967.

## Subdivisions
Kitaotao est divisée en 35 barangays :
- Balangigay
- Balukbukan
- Bershiba
- Bobong
- Bolocaon
- Cabalantian
- Calapaton
- Sinaysayan (Dalurong)
- Kahusayan
- Kalumihan
- Kauyonan
- Kimolong
- Kitaihon
- Kitobo
- Magsaysay
- Malobalo
- Metebagao
- Sagundanon
- Pagan
- Panganan
- Poblacion
- San Isidro
- San Lorenzo
- Santo Rosario
- Sinuda (Simod)
- Tandong
- Tawas
- White Kulaman
- Napalico
- Digongan
- Kiulom
- Binoongan
- Kipilas
- East Dalurong
- West Dalurong